# Creu Coberta de la Vall
La Creu Coberta de la Vall és una creu de terme de Batea (Terra Alta) inclosa a l'Inventari del Patrimoni Arquitectònic de Catalunya.

## Descripció
La creu i el templet que la cobreix van ser reconstruïts l'any 2006. Durant molts anys va estar en un estat de ruïna quasi total, tan sols restava dret un dels seus pilars. Afortunadament, la major part de les peces, totes de carreus, eren escampades per terra. La construcció original la formaven: una creu -perduda- sobre un pilar octogonal i a la vegada sobre un pedestal i quatre pilars de pedra que servien per sustentar una coberta. Els pilars són de secció quadrada amb els angles bisellats, amb una base senzilla i rematats per una imposta. Ambdues amb una motllura del tipus cavet o copada. De la coberta, resta un petit fragment, rajola i restes de fusteria.

## Història
Es troba a la vora del barranc de la Vall Major i de l'actual carretera a Nonasp, a pocs quilòmetres de Batea. Aquesta carretera, segueix l'únic camí de Batea a Nonasp, i a més, pel lloc de la creu també es passa per anar a Pinyeres, Favar i el riu Ebre -la Vall Major va cap al Matarranya i aquest a l'Ebre per Faió-, seguint els vells camins que s'adapten a la topografia del terreny. Hi anaven processons quan hi havia sequera.
La creu original era del segle xiv i el templet del xviii. A la reconstrucció del 2006 es van reaprofitar les restes que hi romanien, la resta és d'obra nova.